# سورن پاپیکیان
سورن رافیکی پاپیکیان (Սուրեն Ռաֆիկի Պապիկյան؛ انگلیسی: Suren Papikyan زادهٔ ۲۶ آوریل ۱۹۸۶) یک سیاست‌مدار، و تاریخ‌نگار اهل ارمنستان که از ماه مه ۲۰۱۸ در کابینه نیکول پاشینیان به عنوان وزیر مدیریت قلمرویی و وضعیت‌های اضطراری و معاون نخست‌وزیر خدمت می‌کند.
وی همچنین برندهٔ جوایزی همچون مدال گارگین نژده شده‌است.

## نگارخانه

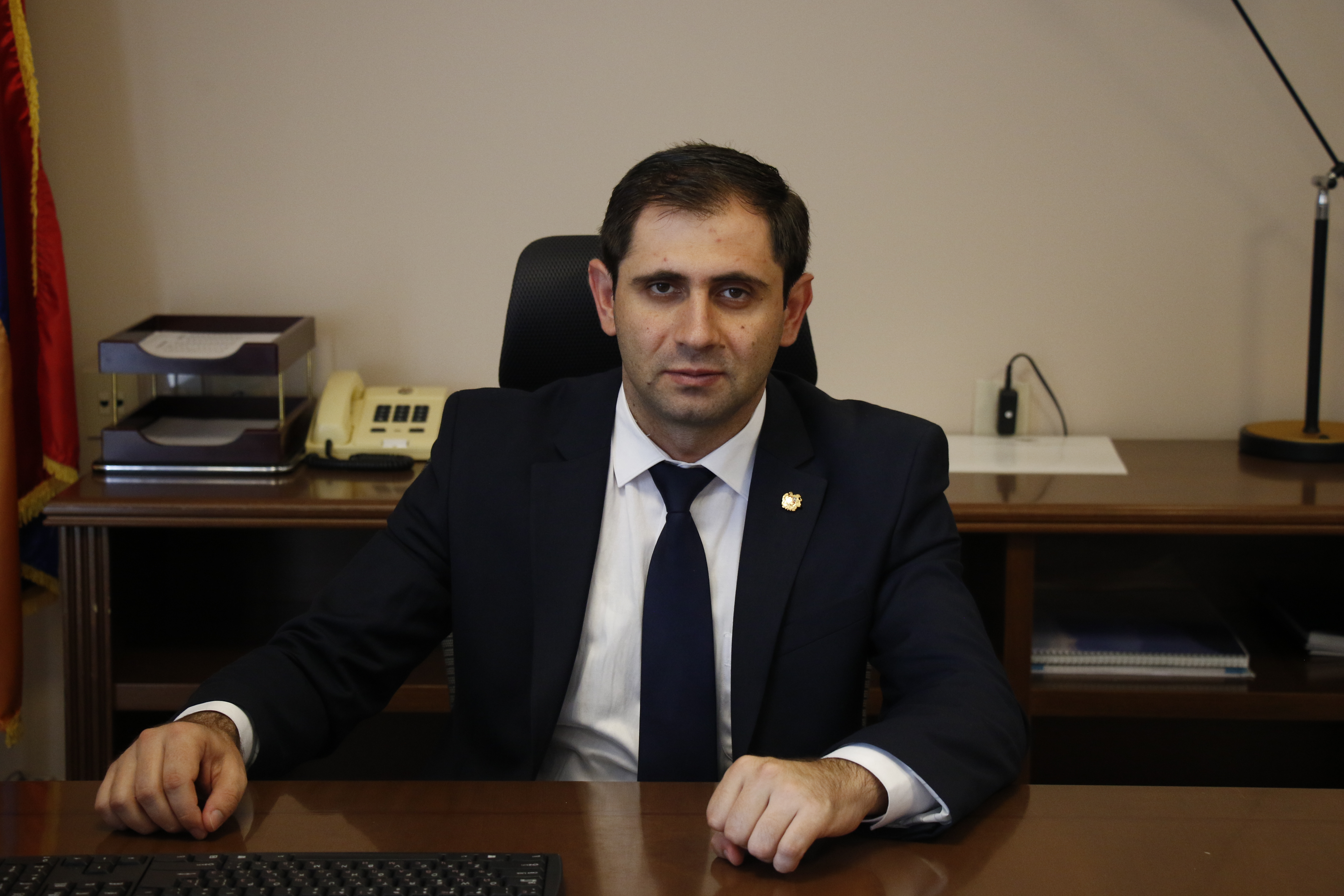